# Boris Tołpygo
Boris Wiaczesławowicz Tołpygo (ros.  Борис Вячеславович Толпыго, ur. 17 stycznia 1893 we wsi Bulkowo w guberni moskiewskiej, zm. 30 maja 1938 w Nikołajewsku nad Amurem) – radziecki polityk.

## Życiorys
Od 1912 do stycznia 1918 służył w rosyjskiej armii, w 1918 został aresztowany w Kijowie, wkrótce uwolniony, w marcu 1918 wstąpił do RKP(b) i Armii Czerwonej, był sekretarzem Pierchowskiego Powiatowego Komisariatu Wojskowego w guberni pskowskiej. Od 1918 do maja 1919 ponownie służył w Armii Czerwonej, dowodził batalionem, później był wojenkomem (komisarzem wojskowym) i szefem wydziału politycznego brygady w 7 Armii i 15 Armii, od października 1919 do 1920 był wojenkomem 19 Dywizji Piechoty 7 Armii, w 1920 został wojenkomem 2 Dywizji Piechoty, następnie 8 Dywizji Piechoty i 5 Dywizji Piechoty. Od lutego do lipca 1922 był instruktorem/politycznym organizatorem Zarządu Politycznego Frontu Zachodniego, od lipca 1922 pomocnikiem wojenkoma Sztabu Frontu Zachodniego, 1923 wojenkomem Zarządu I Sztabu Frontu Zachodniego, a od 1923 do marca 1925 wojenkomem i szefem Wydziału Politycznego 13 Korpusu Piechoty Frontu Turkiestańskiego. Od marca 1925 do lipca 1927 był sekretarzem odpowiedzialnym Biura Organizacyjnego KC Komunistycznej Partii (bolszewików) Uzbekistanu ds. Tadżyckiej ASRR, od września 1927 do marca 1928 zastępcą kierownika Wydziału Organizacyjno-Dystrybucyjnego KC KP(b)U, od marca do listopada 1928 I zastępcą przewodniczącego Komitetu Wykonawczego Rady Taszkenckiej, a od listopada 1928 do stycznia 1929 sekretarzem odpowiedzialnym Środkowoazjatyckiej Narady Ekonomicznej. Od stycznia do grudnia 1929 był zastępcą przewodniczącego Komitetu Wykonawczego Taszkenckiej Rady Okręgowej, 1929-1930 zastępcą przewodniczącego Rady Komisarzy Ludowych Kirgiskiej ASRR, 1930-1935 I zastępcą przewodniczącego Rady Komisarzy Ludowych Turkmeńskiej SRR i jednocześnie członkiem KC i Biura KC Komunistycznej Partii (bolszewików) Turkmenistanu, a od 1935 do grudnia 1937 przewodniczącym Komitetu Wykonawczego Niżnie-Amurskiej Rady Obwodowej. 12 grudnia 1937 został aresztowany podczas wielkiej czystki, następnie skazany na śmierć i rozstrzelany.